# L'Appartement du troisième
Pour le téléfilm, voir L'Appartement du troisième (téléfilm).
L'Appartement du troisième (The Third Floor Flat) est une nouvelle policière d'Agatha Christie mettant en scène le détective belge Hercule Poirot.
Initialement publiée en janvier 1929, dans la revue Hutchinson's Story Magazine au Royaume-Uni, cette nouvelle n'a été reprise en recueil qu'en 1950 dans Three Blind Mice and Other Stories aux États-Unis. Elle a été publiée pour la première fois en France dans le recueil Le Bal de la victoire en 1979.

## Résumé
Quatre amis – Patricia Garnett, Jimmy Faulkener, Donovan Bailey et Mildred Hope –, revenant d'une soirée au cours de laquelle ils sont allés dîner dans un petit restaurant du quartier londonien de Soho, puis allés assister, au théâtre, à une pièce titrée Les Yeux bruns de Caroline, se retrouvent bloqués devant la porte de l'appartement de Patricia, celle-ci ne retrouvant pas sa clé dans son sac à main. Après avoir écarté l'idée de faire de l'escalade le long de la façade de l'immeuble pour pénétrer dans l'appartement en cassant un carreau, les deux jeunes gens décident d'emprunter le monte-charge de service de l'immeuble, habituellement destiné à monter les seaux de charbon depuis la cave, pour pénétrer dans la cuisine de l'appartement.
Mais les deux jeunes gens se trompent et pénètrent par erreur dans l'appartement de l'étage inférieur, où ils ne tardent pas à découvrir le corps d'une femme assassinée. C'est alors qu'entre en scène Hercule Poirot, locataire sous un nom d'emprunt de l'appartement situé au-dessus de celui de Patricia Garnett…

## Personnages
- La victime
  - Ernestine Grant : voisine de Patricia Garnett, à l'étage inférieur

- Les enquêteurs
  - Hercule Poirot : locataire de l'immeuble sous le nom de « Mr O'Connor » et voisin de Patricia Garnett, à l'étage inférieur
  - un inspecteur de police
  - un agent de police

- Témoins et suspects
  - Patricia Garnett (dite « Pat »)
  - Jimmy Faulkener
  - Donovan Bailey
  - Mildred Hope

- Autres personnages
  - Un médecin
  - La femme de chambre d'Ernestine Grant

## Publications
Avant la publication dans un recueil, la nouvelle avait fait l'objet de publications dans des revues :
- en janvier 1929, au Royaume-Uni, dans le no 1 (vol. 21) du mensuel Hutchinson's Story Magazine[1] ;
- le 5 janvier 1929, aux États-Unis, sous le titre « In the Third Floor Flat », dans le no 6 (vol. 106) de la revue Detective Story Magazine[1] ;
- en juillet 1942, aux États-Unis, dans le no 3 (vol. 3) de la revue Ellery Queen's Mystery Magazine[2].

La nouvelle a ensuite fait partie de nombreux recueils :
- en 1950, aux États-Unis, dans Three Blind Mice and Other Stories[1],[3] (avec 8 autres nouvelles) ;
- en 1966, aux États-Unis, dans Surprise! Surprise! (avec 11 autres nouvelles) ;
- en 1974, au Royaume-Uni, dans Poirot's Early Cases[1],[4] (avec 17 autres nouvelles) ;
- en 1974, aux États-Unis, dans Hercule Poirot's Early Cases (recueil ne reprenant que 15 des 18 nouvelles du recueil britannique) ;
- en 1979, en France, dans Le Bal de la victoire[5] (recueil ne reprenant que 15 des 18 nouvelles du recueil britannique de 1974, différentes de la sélection du recueil américain) ;
- en 1985, en France, dans Trois souris...[5] (recueil ne reprenant que 6 des 9 nouvelles du recueil américain de 1950).

## Adaptation
- 1989 : L'Appartement du troisième (The Third Floor Flat), téléfilm britannique de la série télévisée Hercule Poirot (5e épisode, 1.05), avec David Suchet dans le rôle principal.
Le titre anglais du téléfilm est conforme à celui de la nouvelle, et lors de l'adaptation pour le public francophone, le titre s'est conformé au titre français de la nouvelle : « L'Appartement du troisième ». Cependant, la chaîne de télévision France 3 semble avoir diffusé ce téléfilm, le 11 décembre 1995, sous le titre « L'Appartement du 3e étage ».